# التصنيف العالمي الرسمي للغولف
تصنيف الغولف العالمي الرسمي (بالإنجليزية: Official World Golf Ranking) هو نظام لتقييم مستوى أداء لاعبي الغولف المحترفين. بدأ في عام 1986.
تعتمد التصنيفات على مركز اللاعب في البطولات الفردية (أي غير الزوجية أو الأحداث الجماعية) على مدار عامين «متدرجين». يصدر تصنيفات جديدة كل أسبوع. خلال عام 2018، غطى نظام التصنيف ما يقرب من 400 بطولة في 20 جولة. يجري تضمين جميع اللاعبين المتنافسين في هذه البطولات في التصنيف. في عام 2019، أُدرجت 23 جولة في التصنيف العالمي.
تحظى هذه التصنيفات بالاهتمام بصورة عامة، ولها أهمية إضافية، حيث تُستخدم كأحد المعايير المؤهلة للدخول في عدد من البطولات الرائدة.

## التاريخ
جاءت مبادرة إنشاء التصنيف العالمي الرسمي للغولف من لجنة بطولة نادي الغولف الملكي القديم في سانت أندروز، والتي وجدت في الثمانينيات أن نظامها الخاص بإصدار الدعوات إلى البطولة المفتوحة في جولة على أساس جولة بجولة قد استبعد عددًا كبيرًا من اللاعبين الكبار، لأن كثيرًا منهم كانوا يقسمون وقتهم بين الجولات، وكذلك من الوكيل الرياضي البارز مارك ماكورماك، الذي كان أول رئيس للجنة الاستشارية الدولية التي تشرف على التصنيف. جرى تطوير النظام المستخدم لحساب التصنيفات من تصنيفات ماكورماك العالمية للغولف، والتي نُشرت في World of Professional Golf Annual من 1968 إلى 1985، على الرغم من أنها كانت غير رسمية، ولم تُستخدم لأي غرض أوسع (مثل دعوة اللاعبين إلى البطولات الكبرى).
نُشرت قائمة الترتيب الأولى قبل بطولة الماسترز عام 1986. وكان أفضل ستة لاعبين في لعبة الغولف هم: برنارد لانجر، سيف باليستيروس، ساندي لايل، توم واتسون، مارك أوميرا وجريج نورمان. وقد كان الثلاثة الأوائل من الأوروبيين، لكن كان هناك 31 أمريكيًا في المراكز الخمسين الأولى (مقارنة بـ 17 في نهاية عام 2010).
تغيرت طريقة حساب التصنيفات بشكل كبير على مر السنين. ففي البداية، جرى حساب التصنيف على مدار فترة ثلاث سنوات، حيث تتضاعف نقاط العام الحالي أربعة مرات (ثلاثة في عام 1986)، ونقاط العام السابق مرتين، ونقاط السنة الثالثة مرة واحدة. استندت التصنيفات إلى إجمالي النقاط واقتصرت النقاط الممنوحة على قيم صحيحة. جرى تصنيف جميع البطولات المعترف بها في الجولات الاحترافية في العالم، وبعض الأحداث الرائدة، إلى فئات تتراوح من البطولات الكبرى (التي سيحصل الفائزون فيها على 50 نقطة) إلى «البطولات الأخرى» (التي سيحصل الفائزون فيها على 8 على الأقل). في جميع الأحداث، يحصل المتسابقون الآخرون على نقاط على مقياس متناقص بدأ مع حصول الوصيف على 60% من نقاط الفائزين، ويكون عدد اللاعبين في الميدان الذين يحصلون على النقاط هو نفسه النقاط الممنوحة للفائز. على سبيل المثال، سيحصل جميع اللاعبين الذين يحتلون المركز 30 إلى 40 على نقطتين، وكل اللاعبين الذين يحتلون المركز 50 أو أعلى، نقطة واحدة.
ابتداءً من أبريل 1989، تغير الترتيب على أساس متوسط النقاط لكل حدث يجري لعبه بدلاً من مجرد مجموع النقاط المكتسبة، مع مراعاة حد أدنى للمقسوم عليه 60 (20 حدثًا في السنة). كان هذا من أجل أن يعكس بشكل أكثر دقة وضع بعض اللاعبين (خاصة الأكبر سنًا)، الذين لعبوا في أحداث أقل بكثير من معاصريهم الأصغر سنًا، لكنهم أظهروا في البطولات الكبرى أن ترتيبهم كان منخفضًا بشكل مصطنع. على سبيل المثال، احتل توم واتسون المركز الـ15 من بين ثماني بطولات كبرى بين عامي 1987 و1989، ومع ذلك كان ترتيب «إجمالي النقاط» 40 فقط؛ وأصبح ترتيبه 20 أكثر واقعية عندما يستند إلى «متوسط النقاط». كما قُدِّم نظامًا جديدًا لتحديد «وزن» كل بطولة، بناءً على قوة ميدان البطولة من حيث التصنيف العالمي قبل البطولة. لضمان بقاء البطولات الكبرى عند 50 نقطة للفائزين، ويمكن أن تحصل جميع الأحداث الأخرى على 40 نقطة كحد أقصى للفائز. من الناحية العملية، منحت معظم أحداث جولة PGA حوالي 25 نقطة للفائز، وأحداث الجولة الأوروبية حوالي 18 وأحداث جولة JPGA حوالي 12.
في عام 1996، تقلصت فترة الثلاث سنوات إلى عامين، مع احتساب العام الحالي مرتين وتقليص الحد الأدنى لعدد الأحداث من 60 إلى 40 حدثًا. وجرى تمديد النقاط إلى المزيد من المجالات، بدءًا من عام 2000، ولم تعد مقتصرة على الأعداد الصحيحة. بدءًا من سبتمبر 2001، تغير نظام التناقص التدريجي بحيث أنه بدلاً من مضاعفة النقاط لكل نتيجة إذا حدثت في آخر 12 شهرًا، جرى خصم ثُمن القيمة الأولية «المضاعفة» كل 13 أسبوعًا. يعني هذا التغيير بشكل فعال أنه يمكن الآن وصف اللاعبين بشكل أكثر بساطة على أنهم حصلوا على 100 نقطة (وليس 50). بدءًا من عام 2007، يحتفظ النظام بالنقاط من كل حدث بالقيمة الكاملة لمدة 13 أسبوعًا ثم يقللها بزيادات أسبوعية متساوية على مدار الفترة المتبقية من العامين.
في عام 2010، جرى تقديم الحد الأقصى لعدد البطولات بالإضافة إلى 40 بطولة كحد أدنى. وجرى ضبط العدد الأقصى مبدئيًا على 60 اعتبارًا من يناير 2010 وخُفض بمقدار 2 كل ستة أشهر حتى وصل إلى 52 في يناير 2012. هذا يعني أنه منذ عام 2012 جرى استخدام أحدث 52 بطولة للاعب فقط (خلال فترة السنتين) لحساب متوسط ترتيبه.
في البداية، استخدمت لجنة البطولات الملكية فقط التصنيفات للأغراض الرسمية، لكن جولة PGA اعترفت بها في عام 1990، وفي عام 1997 قامت جميع جولات الغولف الخمسة الرئيسية للرجال بذلك. كان يُطلق على هذا التصنيف سابقًا «تصنيفات سوني» Sony Rankings، ولكن جرى إعادة تسميته بالتصنيفات الرسمية العالمية للغولف. يجري إدارة التصنيفات من مكاتب في فيرجينيا ووتر في ساري، إنجلترا.

## الجولات التي يشملها التصنيف
جرى اعتماد نظام التصنيف من خلال البطولات الأربع الكبرى وست جولات احترافية رئيسية، خمس منها أعضاء في ميثاق الاتحاد الدولي لجولات PGA :
- جولة PGA
- الجولة الأوروبية
- الجولة الآسيوية (من عام 2000؛ ليست عضوًا في ميثاق الاتحاد)
- جولة PGA في أستراليا
- جولة اليابان للغولف
- جولة صن شاين

تُمنح النقاط أيضًا للنهايات العالية في الجولات الأخرى:
- جولة Korn Ferry، الجولة التنموية الرسمية لجولة PGA
- جولة التحدي، الجولة التنموية الرسمية للجولة الأوروبية
- جولة PGA كندا، التي أصبحت عضوًا كاملاً في الاتحاد في عام 2009 تحت اسمها السابق "Canadian Professional Golf Tour"
- جولة كورية من 2011
- جولة PGA أمريكا اللاتينية، من 2011 (Tour de las Américas في 2011 وأوائل 2012)
- جولة التنمية الآسيوية، الجولة التنموية الرسمية للجولة الآسيوية، من 2013[2]
- جولة PGA في الصين، من 2014[3]
- جولة جبال الألب، من يوليو 2015[4]
- دوري الغولف الاسكندنافي، من يوليو 2015[4]
- جولة PGA EuroPro، من يوليو 2015[4]
- جولة ProGolf، من يوليو 2015[4]
- جولة الغولف في منطقة الشرق الأوسط وشمال إفريقيا، من أبريل 2016[5]
- جولة Big Easy، اعتبارًا من 2018[6]
- جولة الصين من 2018[7]
- جميع جولات الغولف في تايلاند، اعتبارًا من عام 2019[8]
- الجولة الاحترافية للغولف في الهند، اعتبارًا من عام 2019[8]
- جولة ابيما التلفزيونية ابتداء من عام 2019[8]
- جولة Forme، من عام 2021، نشأت بديلًا لأعضاء جولة PGA كندا الذين لم يتمكنوا من السفر إلى كندا بسبب القيود

ابتداءً من عام 2012، تلقت بعض الأحداث نقاطًا ولم تكن تحصل على أي نقاط من قبل. كانت هذه جولة Sunshine Tour "Winter Series" وPGA Tour of Australasia «على مستوى الولاية والبطولات الإقليمية».

## الجولات السابقة
- حلبة آسيا للغولف من 1986 حتى 1997.[10]
- جولة OneAsia، تمت أُضيفت في عام 2009 ولكن أُسقطت في عام 2018.[11]
- سلسلة LocaliQ، هي جولة لمرة واحدة في عام 2020 جرى إنشاؤها استجابة لوباء COVID-19

## حساب الترتيب
المصدر:
ببساطة، يمكن الحصول على التصنيف العالمي للاعب الغولف من خلال قسمة إجمالي نقاطه على عدد الأحداث التي لعبها، مما يعطي متوسطه. ثم يتم ترتيب اللاعبين وفقًا لمتوسطهم، والأعلى أولاً.

### ترتيب الحدث
المرحلة الأولى في الحساب هي ترتيب كل حدث. بالنسبة لمعظم الأحداث، يعتمد الترتيب على التصنيف العالمي الحالي للاعبي الغولف المشاركين ومشاركة لاعبي الغولف الرائدين من "home tour".
يجري احتساب «قيمة التصنيف العالمي». حيث يُمنح أي لاعب غولف مصنّف حاليًا في أفضل 200 لاعب في العالم قيمة تصنيف. رقم 1 عالميًا يخصص له 45، رقم 2 يُخصص له 37، ورقم 3 يُخصص له 32، نزولا إلى أولئك الذين جرى تصنيفهم بين 101 و200 حيث يحصلوا على قيمة تصنيف 1 لكل منهم. الحد الأقصى لقيمة التصنيف العالمي الممكنة هو 925 ولكن هذا لن يحدث إلا إذا كان جميع «أفضل 200 لاعب غولف» يلعبون.
البطولات الكبرى لها ترتيب حدث ثابت يبلغ 100 نقطة. لكل جولة، هناك حد أدنى للترتيب لكل حدث. بالإضافة إلى ذلك، تحتوي بعض الجولات على «حدث رئيسي» له مرتبة أعلى.
| الجولة                        | الحد الأدنى للنقاط | حدث رائد                      | الحد الأدنى للنقاط |
| ----------------------------- | ------------------ | ----------------------------- | ------------------ |
| جولة PGA                      | 24                 | بطولة اللاعبين                | 80                 |
| جولة أوروبية                  | 24                 | بطولة BMW PGA                 | 64                 |
| جولة اليابان للغولف           | 16                 | بطولة اليابان المفتوحة للغولف | 32                 |
| جولة PGA في أستراليا          | 16 (6)             | بطولة أستراليا المفتوحة       | 32                 |
| جولة صن شاين                  | 14 (6/4)           | بطولة ألفريد دنهل             | 32                 |
| جولة آسيوية                   | 14                 | الماستر الإندونيسي            | 20                 |
| جولة كورن فيري                | 14                 | بطولة كورن فيري تور           | 20                 |
| جولة التحدي                   | 12                 | جولة التحدي النهائي الكبير    | 17                 |
| جولة كورية                    | 9                  | غير متوفر                     | غير متوفر          |
| جولة PGA في كندا              | 6                  | غير متوفر                     | غير متوفر          |
| جولة PGA Latinoamérica        | 6                  | غير متوفر                     | غير متوفر          |
| جولة التنمية الآسيوية         | 6                  | غير متوفر                     | غير متوفر          |
| جولة PGA في الصين             | 4/6                | غير متوفر                     | غير متوفر          |
| جولة الصين                    | 4/6                | غير متوفر                     | غير متوفر          |
| جولة جبال الألب               | 4/6                | غير متوفر                     | غير متوفر          |
| دوري الغولف الاسكندنافي       | 4/6                | غير متوفر                     | غير متوفر          |
| جولة PGA EuroPro              | 4/6                | غير متوفر                     | غير متوفر          |
| جولة ProGolf                  | 4/6                | غير متوفر                     | غير متوفر          |
| جولة غولف مينا                | 3/5                | غير متوفر                     | غير متوفر          |
| جولة كبيرة سهلة               | 3/5                | غير متوفر                     | غير متوفر          |
| كل جولة غولف تايلاند          | 5                  | غير متوفر                     | غير متوفر          |
| جولة احترافية للغولف في الهند | 5                  | غير متوفر                     | غير متوفر          |
| جولة تحدي اليابان             | 4                  | غير متوفر                     | غير متوفر          |

البطولات المكونة من 72 حفرة والتي جرى تقليصها إلى 54 حفرة تحتفظ بنقاط كاملة، ولكن إذا جرى تقليل البطولة إلى 36 حفرة، تقل النقاط المخصصة بنسبة 25٪. البطولات المكونة من 54 حفرة والتي قل حجمها إلى 36 حفرة تحتفظ بالنقاط الكاملة.
الأحداث ذات «قوة الميدان Strength of Field» الأعلى (تصنيف أكثر من 500) في عام 2020 موضحة في الجدول التالي.
| التاريخ | الحدث                           | تصنيف الجولة                  | التصنيف العالمي | التصنيف المحلي للجولة | قوة الميدان | نقاط الفائز | حجم الميدان | الفائز                          | الترتيب |
| ------- | ------------------------------- | ----------------------------- | --------------- | --------------------- | ----------- | ----------- | ----------- | ------------------------------- | ------- |
| Aug 9   | PGA Championship                | Major championship            | 824             | 75                    | 899         | 100         | 156         | كولين موريكاوا                  | 12      |
| Sep 20  | U.S. Open                       | Major championship            | 802             | 71                    | 873         | 100         | 144         | بريسون ديشامبو                  | 9       |
| Jul 19  | Memorial Tournament             | PGA Tour                      | 733             | 70                    | 803         | 76          | 131         | جون رام (لاعب غولف مواليد 1994) | 2       |
| Aug 23  | The Northern Trust              | PGA Tour (FedEx Cup Playoffs) | 718             | 69                    | 787         | 76          | 123         | داستين جونسون                   | 4       |
| Aug 2   | WGC-FedEx St. Jude Invitational | World Golf Championship       | 714             | 68                    | 782         | 76          | 78          | جاستن توماس                     | 3       |
| Nov 15  | Masters Tournament              | Major championship            | 690             | 71                    | 761         | 100         | 92          | داستين جونسون                   | 1       |
| Jun 14  | Charles Schwab Challenge        | PGA Tour                      | 651             | 62                    | 713         | 72          | 148         | دانيال بيرغر                    | 107     |
| Jun 21  | RBC Heritage                    | PGA Tour                      | 647             | 65                    | 712         | 72          | 152         | ويب سيمبسون                     | 9       |
| Feb 23  | WGC-Mexico Championship         | World Golf Championship       | 605             | 54                    | 659         | 70          | 72          | باتريك ريد                      | 14      |
| Feb 16  | Genesis Invitational            | PGA Tour                      | 584             | 63                    | 647         | 70          | 120         | آدم سكوت                        | 13      |
| Oct 25  | Zozo Championship               | PGA Tour                      | 579             | 66                    | 645         | 70          | 78          | Patrick Cantlay                 | 14      |
| Aug 30  | BMW Championship                | PGA Tour (FedEx Cup Playoffs) | 577             | 60                    | 637         | 70          | 69          | جون رام (لاعب غولف مواليد 1994) | 2       |
| Jun 28  | Travelers Championship          | PGA Tour                      | 565             | 58                    | 623         | 68          | 156         | داستين جونسون                   | 6       |
| Oct 18  | CJ Cup                          | PGA Tour                      | 551             | 59                    | 610         | 68          | 78          | Jason Kokrak                    | 53      |
| Mar 8   | Arnold Palmer Invitational      | PGA Tour                      | 505             | 51                    | 556         | 66          | 121         | Tyrrell Hatton                  | 31      |

التصنيف يشير إلى التصنيف العالمي للاعب قبل الحدث.

### تصنيفات اللاعبين
بعد حساب ترتيب الحدث، يمكن حساب نقاط تصنيف اللاعبين لهذا الحدث. نقاط ترتيب الفائز هي نفس ترتيب الحدث، بحيث يحصل الفائزون الرئيسيون على 100 نقطة تصنيف. يحصل لاعب الغولف الذي يحتل المركز الثاني على 60% من هذه الكمية، 40% للثالث، 30% للرابع، 24% للخامس، نزولًا إلى 14% للعاشر، 7% للعشرين، 3.5% من 40 إلى 1.5% للـ 60. يتشارك اللاعبون الحاصلون على نفس المركز النقاط لذلك المركز، بحيث إذا تعادل لاعبان على سبيل المثال في المركز الثاني، فسيحصل كل منهما على 50٪، التي هي متوسط 60% و40٪.
يجب أن تكون نقاط ترتيب اللاعب للحدث 1.2 على الأقل. اللاعبون الذين سيحصلون على أقل من هذا باستخدام الصيغة أعلاه لن يحصلوا على نقاط ترتيب. على سبيل المثال، إذا حصل حدث ما على تصنيف 10، فإن اللاعبين الـ 12 الأوائل يحصلون على نقاط تصنيف نظرًا لأن اللاعب الذي يحتل المركز الثاني عشر يحصل على 12% من ترتيب الحدث (أي 1.2). اللاعب في المركز الثالث عشر لا يحصل على أي نقاط. عندما يكون هناك تعادل في التسجيل النهائي، يضمن هؤلاء اللاعبين الحصول على 1.2 نقطة على الأقل. باستخدام المثال أعلاه، إذا كان هناك لاعبان أو أكثر متعادلون بالمركز الثاني عشر، فسيحصل كل منهم على 1.2 نقطة. الاستثناءات الوحيدة لهذا النظام هي البطولات الكبرى حيث يحصل جميع اللاعبين الذين يقومون بالقطع على 1.5 نقطة تصنيف كحد أدنى.

## أهمية الترتيب
يعتبر تصنيف لاعب الغولف المحترف ذا أهمية كبيرة لمسيرته المهنية. حيث يمنح التصنيف حاليًا لأفضل 50 لاعب الدخول التلقائي إلى جميع البطولات الكبرى وبطولات الغولف العالمية؛ انظر الجدول أدناه. بالإضافة إلى ذلك، فإن التصنيف هو المعيار الرئيسي لاختيار الفريق الدولي في كأس الرؤساء، في حين أن نقاط التصنيف هي أحد معايير التأهيل لفريق كأس رايدر الأوروبي. تُستخدم التصنيفات أيضًا للمساعدة في تحديد المجال لمختلف البطولات الأخرى.
| المسابقة                         | دخول تلقائي |
| -------------------------------- | ----------- |
| البطولة المفتوحة                 | أفضل 50     |
| بطولة الولايات المتحدة المفتوحة  | أعلى 60     |
| بطولة PGA                        | أعلى 100    |
| بطولة الماجستير                  | أفضل 50     |
| WGC مباراة اللعب                 | أعلى 64     |
| WGC دعوة                         | أفضل 50     |
| بطولة WGC                        | أفضل 50     |
| أبطال WGC-HSBC                   | أفضل 50     |
| بطولة اللاعبين                   | أفضل 50     |
| الألعاب الأولمبية الصيفية (2016) | أعلى 15     |

## أرشيف الترتيب

### لاعبو الغولف المصنفون على مستوى العالم في نهاية العام
- 1986 غريغ نورمان
- 1987 غريغ نورمان (2)
- 1988 سيفي بايستيروس
- 1989 غريغ نورمان (3)
- 1990 غريغ نورمان (4)
- 1991 إيان ووسنام  [لغات أخرى]‏
- 1992 نيك فالدو  [لغات أخرى]‏
- 1993 نيك فالدو  [لغات أخرى]‏ (2)
- 1994 نيك برايس
- 1995 غريغ نورمان (5)
- 1996 غريغ نورمان (6)
- 1997 غريغ نورمان (7)
- 1998 تايغر وودز
- 1999 تايغر وودز (2)
- 2000 تايغر وودز (3)
- 2001 تايغر وودز (4)
- 2002 تايغر وودز (5)
- 2003 تايغر وودز (6)
- 2004 فيجاي سينغ (لاعب غولف)
- 2005 تايغر وودز (7)
- 2006 تايغر وودز (8)
- 2007 تايغر وودز (9)
- 2008 تايغر وودز (10)
- 2009 تايغر وودز (11)
- 2010 لي ويستوود
- 2011 لوك دونالد
- 2012 روري ماكلروي
- 2013 تايغر وودز (12)
- 2014 روري ماكلروي (2)
- 2015 جوردن سبيث
- 2016 جايسون داي (لاعب غولف)
- 2017 داستين جونسون
- 2018 بروكس كوبكا
- 2019 بروكس كوبكا (2)
- 2020 داستين جونسون (2)
- 2021 جون رام (لاعب غولف مواليد 1994)

### جائزة مارك ماكورماك
تُمنح للاعب صاحب أكبر عدد من الأسابيع في المركز الأول خلال السنة التقويمية وسميت على اسم مارك مكورماك، مبتكر الترتيب.
- 1998 تايغر وودز
- 1999 تايغر وودز (2)
- 2000 تايغر وودز (3)
- 2001 تايغر وودز (4)
- 2002 تايغر وودز (5)
- 2003 تايغر وودز (6)
- 2004 تايغر وودز (7)
- 2005 تايغر وودز (8)[20]
- 2006 تايغر وودز (9)
- 2007 تايغر وودز (10)
- 2008 تايغر وودز (11)
- 2009 تايغر وودز (12)
- 2010 تايغر وودز (13)
- 2011 لوك دونالد
- 2012 روري ماكلروي
- 2013 تايغر وودز (14)
- 2014 روري ماكلروي (2)
- 2015 روري ماكلروي (3)
- 2016 جايسون داي (لاعب غولف)
- 2017 داستين جونسون
- 2018 داستين جونسون (2)
- 2019 بروكس كوبكا
- 2020 داستين جونسون (3)
- 2021 جون رام (لاعب غولف مواليد 1994)

### التصنيف العالمي للفائزين بالبطولات الكبرى
يوضح الجدول الترتيب العالمي للفائزين في كل بطولة كبرى في الأسبوع الذي يسبق فوزهم.
| Year | بطولة الماسترز للغولف     | بطولة الماسترز للغولف | U.S. Open                 | U.S. Open        | البطولة المفتوحة                | البطولة المفتوحة | PGA Championship       | PGA Championship |
| ---- | ------------------------- | --------------------- | ------------------------- | ---------------- | ------------------------------- | ---------------- | ---------------------- | ---------------- |
| 1986 | جاك نيكولاس               | 33                    | رايموند فلويد             | c.20             | غريغ نورمان                     | 3                | Bob Tway               | c.25             |
| 1987 | Larry Mize                | 36                    | سكوت سيمبسون (لاعب غولف)  | 27               | Nick Faldo                      | 46               | لاري نيلسون            | 84               |
| 1988 | ساندي لايلي               | 3                     | كورتيس سترينج             | 5                | سيفي بايستيروس                  | 4                | Jeff Sluman            | 71               |
| 1989 | Nick Faldo                | 5                     | كورتيس سترينج             | 4                | Mark Calcavecchia               | 11               | باين ستيوارت           | 13               |
| 1990 | Nick Faldo                | 2                     | ويليام إروين (لاعب غولف)  | 90               | Nick Faldo                      | 2                | واين غريدي             | 55               |
| 1991 | Ian Woosnam               | 1                     | باين ستيوارت              | 8                | Ian Baker-Finch                 | 25               | جون دالي (لاعب غولف)   | 168              |
| 1992 | Fred Couples              | 1                     | توم كايت                  | 22               | Nick Faldo                      | 2                | نيك برايس              | 15               |
| 1993 | برنارد لانغر              | 5                     | Lee Janzen                | 34               | غريغ نورمان                     | 4                | Paul Azinger           | 6                |
| 1994 | خوسي ماريا أولزابال       | 10                    | إيرني إلس                 | 11               | نيك برايس                       | 3                | نيك برايس              | 2                |
| 1995 | بين كرينشاو               | 33                    | Corey Pavin               | 9                | جون دالي (لاعب غولف)            | 109              | Steve Elkington        | 17               |
| 1996 | Nick Faldo                | 9                     | ستيف جونز (لاعب غولف)     | 99               | توم ليمان (لاعب غولف)           | 13               | مارك بروكس (لاعب غولف) | 44               |
| 1997 | تايغر وودز                | 13                    | إيرني إلس                 | 8                | جاستن ليونارد                   | 19               | ديفيس لوف الثالث       | 17               |
| 1998 | Mark O'Meara              | 14                    | Lee Janzen                | 42               | Mark O'Meara                    | 12               | فيجاي سينغ (لاعب غولف) | 18               |
| 1999 | خوسي ماريا أولزابال       | 34                    | باين ستيوارت              | 13               | بول لوري                        | 159              | تايغر وودز             | 2                |
| 2000 | فيجاي سينغ (لاعب غولف)    | 8                     | تايغر وودز                | 1                | تايغر وودز                      | 1                | تايغر وودز             | 1                |
| 2001 | تايغر وودز                | 1                     | Retief Goosen             | 44               | ديفيد دوفال                     | 7                | David Toms             | 19               |
| 2002 | تايغر وودز                | 1                     | تايغر وودز                | 1                | إيرني إلس                       | 3                | Rich Beem              | 73               |
| 2003 | Mike Weir                 | 10                    | Jim Furyk                 | 10               | بين كورتيس                      | 396              | Shaun Micheel          | 169              |
| 2004 | فيل ميكلسون               | 8                     | Retief Goosen             | 9                | تود هاميلتون                    | 56               | فيجاي سينغ (لاعب غولف) | 3                |
| 2005 | تايغر وودز                | 2                     | ميخائيل كامبل (لاعب غولف) | 80               | تايغر وودز                      | 1                | فيل ميكلسون            | 4                |
| 2006 | فيل ميكلسون               | 4                     | Geoff Ogilvy              | 17               | تايغر وودز                      | 1                | تايغر وودز             | 1                |
| 2007 | زاك جونسون                | 56                    | Ángel Cabrera             | 41               | Pádraig Harrington              | 10               | تايغر وودز             | 1                |
| 2008 | Trevor Immelman           | 29                    | تايغر وودز                | 1                | Pádraig Harrington              | 14               | Pádraig Harrington     | 3                |
| 2009 | Ángel Cabrera             | 69                    | لوكاس غلوفر               | 71               | Stewart Cink                    | 33               | Yang Yong-eun          | 110              |
| 2010 | فيل ميكلسون               | 3                     | Graeme McDowell           | 37               | لويس أوستويزن                   | 54               | مارتن كايمر            | 13               |
| 2011 | Charl Schwartzel          | 29                    | روري ماكلروي              | 8                | دارين كلارك (لاعب غولف)         | 111              | كيغان برادلي           | 108              |
| 2012 | بوبا واتسون               | 16                    | ويب سيمبسون               | 14               | إيرني إلس                       | 40               | روري ماكلروي           | 3                |
| 2013 | آدم سكوت                  | 7                     | جستن روس                  | 5                | فيل ميكلسون                     | 5                | Jason Dufner           | 21               |
| 2014 | بوبا واتسون               | 12                    | مارتن كايمر               | 28               | روري ماكلروي                    | 8                | روري ماكلروي           | 1                |
| 2015 | جوردن سبيث                | 4                     | جوردن سبيث                | 2                | زاك جونسون                      | 25               | جايسون داي (لاعب غولف) | 5                |
| 2016 | داني ويلت                 | 12                    | داستين جونسون             | 6                | هنريك ستينسون                   | 6                | جيمي ووكر (لاعب غولف)  | 48               |
| 2017 | سيرجيو غارسيا (لاعب غولف) | 11                    | بروكس كوبكا               | 22               | جوردن سبيث                      | 3                | جاستن توماس            | 14               |
| 2018 | باتريك ريد                | 24                    | بروكس كوبكا               | 9                | فرانشيسكو موليناري              | 15               | بروكس كوبكا            | 4                |
| Year | بطولة الماسترز للغولف     | بطولة الماسترز للغولف | PGA Championship          | PGA Championship | U.S. Open                       | U.S. Open        | البطولة المفتوحة       | البطولة المفتوحة |
| 2019 | تايغر وودز                | 12                    | بروكس كوبكا               | 3                | غاري ودلاند                     | 25               | شاين لوري              | 33               |
| 2020 | داستين جونسون             | 1                     | كولين موريكاوا            | 12               | بريسون ديشامبو                  | 9                | Tournament not held    | N/A              |
| 2021 | هايدكي ماتسوياما          | 25                    | فيل ميكلسون               | 115              | جون رام (لاعب غولف مواليد 1994) | 3                | كولين موريكاوا         | 4                |

ملحوظة: أحداث عام 2020 جرت بترتيب مختلف بسبب جائحة فيروس كورونا.
ملخص
| الحدث                           | المجموع | World 1-10 | World 11-50 | World 51-100 | World 101-200 | World 201+ |
| ------------------------------- | ------- | ---------- | ----------- | ------------ | ------------- | ---------- |
| بطولة الماسترز للغولف           | 36      | 19         | 15          | 2            | –             | –          |
| بطولة PGA                       | 36      | 14         | 13          | 4            | 5             | -          |
| بطولة الولايات المتحدة المفتوحة | 36      | 17         | 15          | 4            | -             | -          |
| بطولة مفتوحة                    | 35      | 17         | 12          | 2            | 3             | 1          |
| كل البطولات الكبرى              | 143     | 67         | 55          | 12           | 8             | 1          |

## روابط خارجية
- الموقع الرسمي